# Outside the Wire
Outside the Wire ist ein US-amerikanischer Science-Fiction-Film aus dem Jahr 2021, der am 15. Januar 2021 bei Netflix veröffentlicht wurde. Regie führte Mikael Håfström, die Hauptrollen übernahmen Anthony Mackie, Damson Idris und Emily Beecham.

## Handlung
In Osteuropa ist im Jahr 2036 ein Bürgerkrieg ausgebrochen. US-Truppen sind als Friedenstruppen in einer entmilitarisierten Zone in der Ukraine stationiert, die der Kriegsverbrecher und pro-russische Anführer einer militanten Gruppe, Victor Koval, kontrollieren will. Das Pentagon setzt erstmals Robotersoldaten, sogenannte „Gumps“, ein, die die Soldaten bei ihrem Kampf gegen die Rebellen unterstützen sollen. Während eines Kampfeinsatzes gegen die Aufständischen trifft der Drohnen-Pilot Lt. Harp von den USA aus eigenmächtig die Entscheidung, das Kampfgebiet zu bombardieren, wobei zwei Marines ums Leben kommen, aber 38 Soldaten der Truppe gerettet werden.
Harp wird daraufhin dem Kommando von Captain Leo unterstellt, der in der Ukraine versucht, Victor Koval auszuschalten. Kurz vor dem gemeinsamen Einsatz, Impfstoff gegen Cholera in ein Krankenhaus zu liefern, erkennt Harp, dass Captain Leo ein hochmoderner Androide ist. Nachdem sie den Impfstoff geliefert haben, erfahren Leo und Harp von der Leiterin eines Waisenhauses, Sofiya, dass Koval versucht, an die Codes von alten sowjetischen Atomraketen, die seit dem Ende des Kalten Krieges noch immer in ihren ukrainischen Silos lagern, zu kommen, um sie gegen die USA einzusetzen.
Leo und Harp fahren zu einer Bank, in deren Tresor die Codes deponiert sind, treffen dort aber auf großen Widerstand der Rebellen. Leo überredet Harp, einen Chip aus Leos Rücken zu entfernen, durch den er auch von den Aufständischen lokalisiert werden kann. Leo gelingt es, die Codes in seine Hände zu bekommen, während Colonel Eckhart, der den Androiden Leo hasst, einen Drohnenangriff auf die Bank befiehlt, der alle Aufständischen und viele Zivilisten tötet.
Eckhart glaubt, Leo wäre zerstört, doch dieser kann Koval töten und begibt sich zu dem Raketensilo, um selbst eine Atomrakete in Richtung USA zu starten. Denn er hat Hoffnung, mit dem Tod von Millionen Opfern einen Bewusstseinswandel anzustoßen und endlich Kriege für alle Zeit zu beenden. Mit dieser Aktion will er außerdem sich selbst, und damit das Programm, in dem er hergestellt wurde, als Fehlschlag brandmarken, damit das Programm eingestellt würde und keine weiteren militärischen Androiden produziert werden. Doch Harp kann ihn in letzter Minute stoppen. Das Silo wird am Ende durch einen Drohnenangriff zerstört, und Harp kehrt als Held zu seiner Einheit zurück.

## Produktion

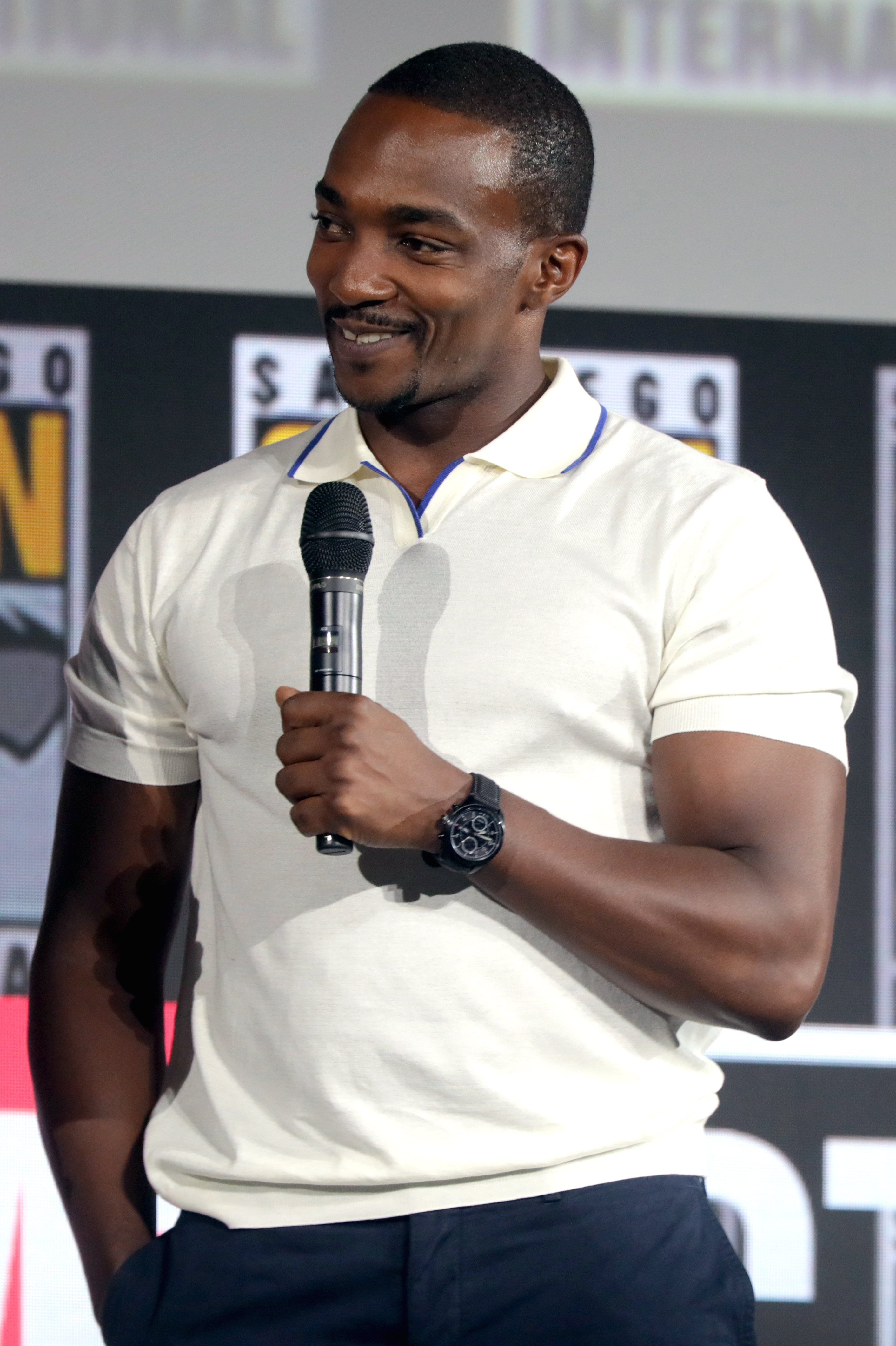
Anthony Mackie 2019

Im Juni 2019 wurde bekannt, dass Anthony Mackie die Hauptrolle übernehmen wird und Mikael Håfström als Regisseur engagiert wurde. Damson Idris und Emily Beecham kamen im Juli des gleichen Jahres zur Besetzung hinzu. Die Dreharbeiten begannen im August 2019 in der Gegend um Budapest und dauerten knapp zwei Monate.

## Veröffentlichung
Der Film wurde am 15. Januar 2021 von Netflix veröffentlicht.

## Synchronisation
Bei der Synchronisation, die von der RRP Media UG in Auftrag gegeben wurde, war Ralf Per für die Dialogregie verantwortlich.
| Rolle | Originalsprecher       | Deutscher Sprecher |
| ----- | ---------------------- | ------------------ |
| Leo   | Anthony Mackie         | Jan-David Rönfeldt |
| Harp  | Damson Idris           | Kaze Uzumaki       |
| Bale  | Kristina Tonteri-Young | Jelena Baack       |

## Rezeption
In den USA erhielt der Film von der Motion MPAA ein R-Rating, was einer Freigabe ab 17 Jahren entspricht.

### Kritik
Bei Rotten Tomatoes hat der Film eine Zustimmungsrate von 36 Prozent, basierend auf 75 Reviews, mit einer durchschnittlichen Bewertung von 4.8/10.
Bei Metacritic bekam der Film eine gewichtete Note von 45/100 bei 15 Kritiken, was auf „gemischte oder durchschnittliche Kritiken“ hinweist.